# Siliștea (okręg Ardżesz)
Siliștea – wieś w Rumunii, w okręgu Ardżesz, w gminie Căteasca. W 2011 roku liczyła 570 mieszkańców.